# Banisia apicale
Banisia apicale är en fjärilsart som beskrevs av Geoffrey Fryer 1912. Banisia apicale ingår i släktet Banisia och familjen Thyrididae. Inga underarter finns listade i Catalogue of Life.